# Bostadsfastighet
En bostadsfastighet är en fastighet som är bebyggd med bostadsbyggnad, exempelvis villa, radhus eller flerfamiljshus. Termen bostadsfastighet används i dagligt tal ofta även i betydelsen bostadsbyggnad.